# Варфоломеев, Николай Михайлович
Николай Михайлович Варфоломеев — советский хозяйственный деятель, Герой Социалистического Труда.

## Биография
Родился в 1929 году в селе Нижнеспаское. Член КПСС.
Окончил школу фабрично-заводского обучения.
В 1944—1949 годах — колхозник колхоза имени Калинина Рассказовского района Тамбовской области.
В 1949—1954 годах — штукатур, в 1954—1988 годах — бригадир штукатуров Управления отделочных работ № 6 треста «Тамбовхимпромстрой» Министерства строительства СССР.
Заслуженный строитель РСФСР (1970).
Указом Президиума Верховного Совета СССР от 7 мая 1971 года присвоено звание Героя Социалистического Труда с вручением ордена Ленина и золотой медали «Серп и Молот».
Делегат XXV съезда КПСС.
Умер в 1988 году в Тамбове.

## Награды и звания
- Герой Социалистического Труда (07.05.1971)
- Орден Ленина (07.05.1971)
- Орден Трудового Красного Знамени